# 小森慶助

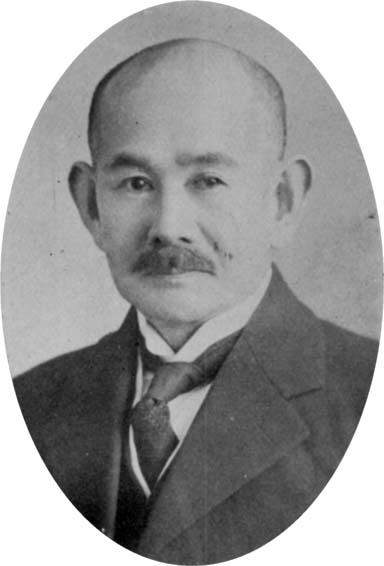
小森慶助

小森 慶助（こもり けいすけ、1868年3月19日（慶応4年2月26日）- 1942年（昭和17年）5月21日）は、日本の教育者、官僚。

## 経歴
鹿児島県出身。東京高等師範学校卒業後、兵庫県尋常中学校（姫路中学校）長、神奈川県尋常中学校（横浜第一中学校）長を経て、1899年に神奈川県視学官に任命された。
その後、兵庫県視学官、文部省視学官という教育行政の要職を歴任するが、1914年5月28日から1918年5月27日(一期）まで静岡市長を務めた。
市長退任後は、甲南高等学校の初代校長（1923年-1924年）、1935年には神港中学校長を務めた。